# Dewey (Oklahoma)
Dewey es una ciudad ubicada en el condado de Washington en el estado estadounidense de Oklahoma. En el año 2010 tenía una población de 		3432 habitantes y una densidad poblacional de 		520 personas por km².

## Geografía
Dewey se encuentra ubicada en las coordenadas 36°47′46″N 95°56′10″O / 36.79611, -95.93611 (36.796106, -95.936102).

## Demografía
Según la Oficina del Censo en 2000 los ingresos medios por hogar en la localidad eran de $27,225 y los ingresos medios por familia eran $35,844. Los hombres tenían unos ingresos medios de $28,309 frente a los $20,052 para las mujeres. La renta per cápita para la localidad era de $15,429. Alrededor del 16.5% de la población estaban por debajo del umbral de pobreza.